# Vệ binh quốc gia (Pháp)

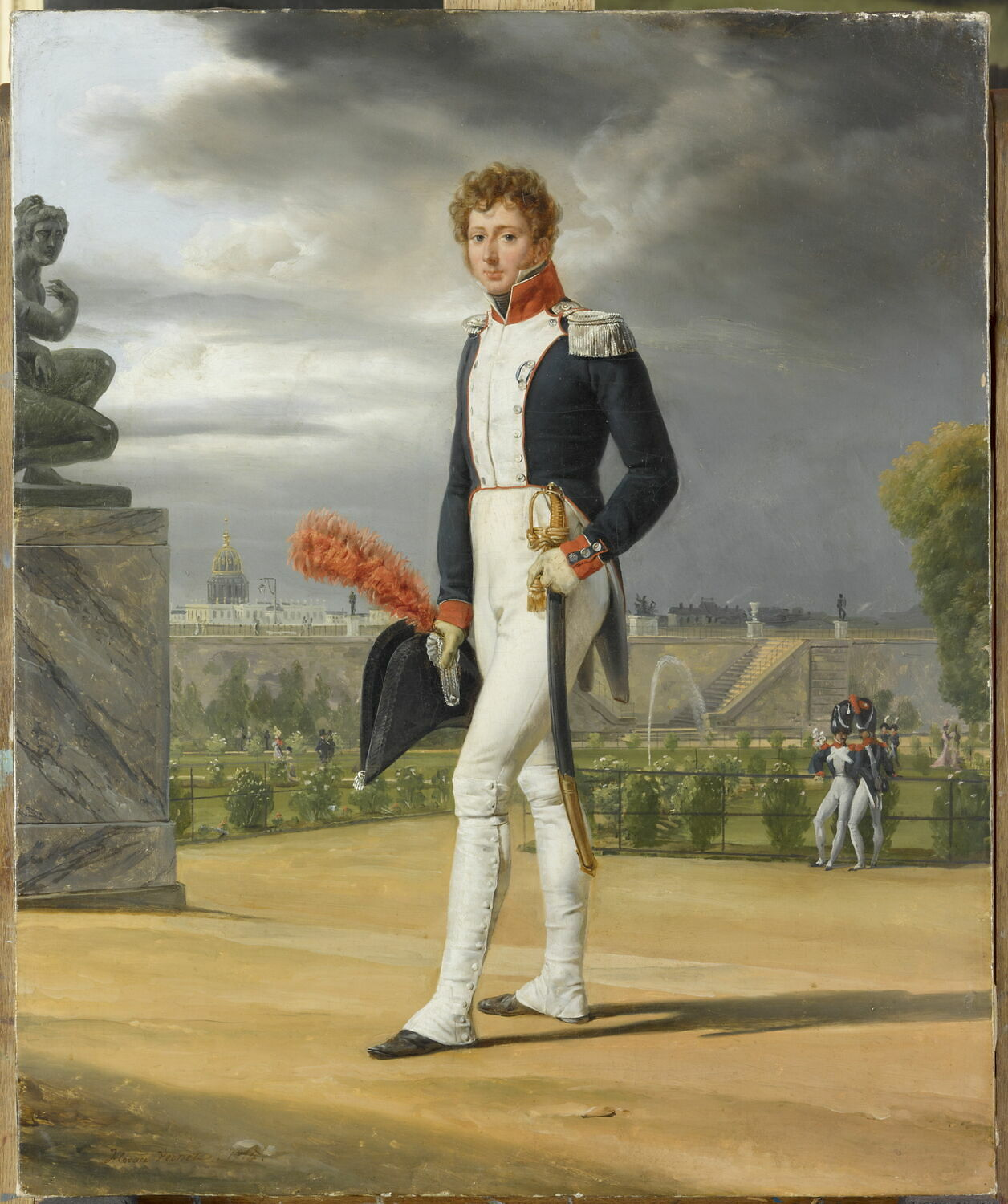
Philippe Lenoir, (1785-1867), họa sĩ Pháp, trong quân phục Vệ binh quốc gia. Tranh của Horace Vernet (1789-1863)

Vệ binh quốc gia (tiếng Pháp: la Garde nationale) là tên gọi lực lượng dân quân ở mỗi thành phố, tại thời điểm cuộc Cách mạng Pháp, theo khuôn mẫu lực lượng Vệ binh quốc gia thành lập ở Paris. Các sĩ quan chỉ huy Vệ binh đều được bầu ra, theo luật ngày 14 tháng 10 năm 1791, mọi công dân và con cái họ trên 18 tuổi đều có nghĩa vụ gia nhập Vệ binh quốc gia. Nhiệm vụ của họ là duy trì luật lệ và trật tự, cũng như bảo vệ tổ quốc nếu cần thiết. Các công dân được phép giữ vũ khí và đạn dược tại nhà, và khi được lệnh sẽ lên đường cũng vũ khí của mình. Khi cuộc cách mạng nổ ra, Vệ binh quốc gia mặc quân phục màu xanh lam vì nhà vua mặc đồ xanh lam.
Thoạt đầu Vệ binh nằm dưới quyền chỉ huy của Hầu tước Fayette, rồi dưới quyền Hầu tước Mandat trong một thời gian ngắn, hàng ngũ của họ gắn liền với giai cấp trung lưu Pháp cho tới tận mùa hè năm 1792, do lập trường ủng hộ chế độ Quân chủ lập hiến của nó. Vệ binh quốc gia có những ảnh hưởng nhất định lên cuộc cách mạng, nhưng rốt cuộc bị Napoleon giải tán. Được tái lập sau khi Napoleon bị đi đày, nó tiếp tục đóng vai trò quan trọng trong các cuộc cách mạng Pháp diễn ra trong thế kỷ 19.